# Etničtí Němci

Rozšíření němčiny:
Němčina je (spolu)úředním jazykem (de iure nebo de facto) a prvním jazykem většiny populace
Němčina je spoluúředním jazykem, ale není prvním jazykem většiny populace
Čtverce: Němčina (nebo řada němčiny) je právně uznaným menšinovým jazykem; Vyplněný prostor: Statutární národní nebo kulturní jazyk
Němčinou (nebo nářečím němčiny) mluví značná menšina (> 50 000), ale nemá žádné právní uznání

Za etnické Němce (německy  Deutschstämmige) jsou v tradičním označení považovány osoby, jejichž předkové jsou nebo byli Němci, a kteří nemají německé občanství, respektive kteří se ho vzdali, či je ztratili. Užití přídomku deutschstämmig na německé občany je v běžné řeči relativně nové a je spíše zřídka k slyšení.

## Užití slova
Mnoho etnických Němců je ve Spojených státech, Rusku, Kanadě, Austrálie a Jižní Americe. Mnoho z nich již nehovoří německy (coby svým mateřským jazykem). Často jsou Deutschstämmige lidé, kteří sami, či jejich předkové emigrovali (vycestovali) z Německa nebo některého jiného německojazyčného území v Evropě.

## Problematika identity
Změnu ve vnímání vlastního obrazu lidí, kteří se stali „německými“ oběťmi deportací za stalinské éry v SSSR, exemplárně popisuje Goethe-Institut v Tbilisi (Gruzie): „Elsa Gilbertová se cítí být Němkou, ačkoli ví, že nikdy se do Německa již nikdy nepodívá. […] Diana Kessnersová svůj pocit sounáležitosti k němectví znovu objevila teprve poté, co se stala členkou ‚Einung‘ [organizace založené roku 1991]. […] Pro Mageritu Henningovou pocit německé identity neexistuje, neboť se za Němku nepovažuje.“
V některých zemích jako například v Polsku jsou Němci pod ochranou státu jako „národnostní menšina“ ve smyslu „základního usnesení pro ochranu národnostních menšin“ Evropské rady z 1. února 1995. O „německé výuce německojazyčných školáků“ píše Hornoslezské zemské muzeum v Ratingenu, „že 35 456 školáků německé menšiny je vyučováno ve 350 vzdělávacích zařízeních německy“.
Podle publikací Spolkového střediska pro politické vzdělávání je změna jazyka v Německu exemplárně rozpoznatelná: ještě v roce 2000 se hovořilo o „osudu Němců v Polsku, Rumunsku, ale především v Sovětském svazu“. Nicméně již v roce 2005 Spolkové středisko vyjádřilo pochybnost, zda v nástupnických státech SSSR ještě existuje významnější počet Němců. Správně jsou jako Deutschstämmige označováni dosud tam žijící potomci příslušníků německé národnosti.

## Česko a Slovensko
Před druhou světovou válkou asi 30% osídlení českých zemí bylo tvořeno etnickými Němci. V České republice je asi 40 000 Němců (počet Čechů, kteří mají alespoň částečně německý původ se odhaduje na stovky tisíc). Jejich počet soustavně od konce války klesá. Podle sčítání lidu z roku 2001 zbylo v Česku 13 měst a obcí s více než 10% podílem Němců.
Situace na Slovensku se od té české liší v tom, že původní počet německých občanů byl významně nižší a že Němci ze Slovenska byli téměř úplně evakuováni na německá území, jak Rudá armáda postupovala od východu přes Slovensko na západ, a pouze zlomek z nich se po skončení války vrátil zpět na Slovensko poté, co byli deportováni společně s Němci z Čech, Moravy a Slezska.
Mnoho představitelů různých spolků vyhnaných podporuje vztyčení dvojjazyčných návěstí na původně německojazyčných územích jako viditelný znak společného kulturní dědictví regionu. Vztyčení dvojjazyčných návěstí se připouští, pokud menšina tvoří alespoň 10% osídlení.